# Sergei Jurjewitsch Batowrin
Sergei Jurjewitsch Batowrin (russisch Сергей Юрьевич Батоврин; *  1957) ist ein sowjetisch-US-amerikanischer Maler, Pazifist und Dissident.

## Leben
Batowrin, Sohn eines sowjetischen Diplomaten, verbrachte acht seiner Jugendjahre in den USA. Ab  1970 lebte er in Moskau und besuchte die Schule. Noch im selben Jahr wurde er wegen kritischer Äußerungen über den Einmarsch sowjetischer Truppen in die Tschechoslowakei 1968 von der Schule ausgeschlossen. 1974 begann er das Studium am Staatlichen Moskauer Institut für Internationale Beziehungen (MGIMO).
Bald gab Batowrin das Studium auf und wurde freier Künstler. Seine Bilder waren in der Bulldozer-Ausstellung und 1974 in einer Vernissage im Ismailowoer Park ausgestellt. Er arbeitete oft mit Swetlana Barabasch (1949–1991, Ophelia) zusammen, die zur Künstlergruppe Wolossy (Haare) gehörte. Seit 1969 war Batowrin ein Anhänger der Hippie-Subkultur.
Seit 1971 war Batowrin vom KGB beobachtet worden. 1975 wurde er wegen Verweigerung des Dienstes in der Sowjetarmee verhaftet und konnte zunächst flüchten. Bei dem Versuch, eine Ausstellung zu eröffnen, wurde er erneut verhaftet und für fünf Monate in eine psychiatrische Klinik eingewiesen. Darauf äußerte er den Wunsch, in die USA zu emigrieren, was ihm verweigert wurde.
Am 4. Juni 1982 gründete Batowrin mit einer Pressekonferenz mit ausländischen Journalisten in seiner Moskauer Wohnung die Gruppe für Vertrauensbildung zwischen der UdSSR und den USA (Vertrauensgruppe). Zur Gruppe gehörten die Ingenieure Marija und Wladimir Fleischhakker, der  Arzt Igor Sobkow, der Mathematiklehrer Sergei Rosenojer, die Physiker Gennadi Krotschik, Wiktor Blok und Juri Chronopul, Michail Ostrowski und Ljudmila Ostrowskaja und der Mathematiker Boris Kaljuschny. Hinzu kamen bald der Arzt Wladimir Brodski, die Geographen Juri Medwedkow und Olga Medwedkowa, der Mathematiker Mark Reitman, der Philologe Oleg Radsinski, der Ökonom Lew Dudkin, der Physiker Waleri Godjak mit Frau und viele andere. Darauf wurde Batowrin wieder verhaftet, immer noch mit dem Grund, sich dem Militärdienst entzogen zu haben, und in eine psychiatrische Klinik eingewiesen. Nach zwei Monaten wurde er als psychisch Kranker entlassen und praktisch unter Hausarrest gestellt. Seine Bilder wurden konfisziert, und eine Anklage wegen illegaler Devisengeschäfte wurde ihm angedroht. Im Februar und März 1983 befand er sich in einem 32-tägigen Hungerstreik aus Protest gegen die Verfolgung der Mitglieder der Vertrauensgruppe. Schließlich wurde er am 19. Juni 1983 in die USA ausgewiesen (mit Pressekonferenz am 30. Juni 1983 in New York City). In den USA malte Batowrin weiter. Bis 1988 beteiligte er sich an der Bewegung für nukleare Abrüstung.